# Сейс, Арчибальд
Арчибальд Генри Сейс (англ. Archibald Henry Sayce; 25 сентября 1845 года, Ширхэмптон, Бристоль — 4 февраля 1933 года) — британский востоковед и лингвист; профессор ассириологии Оксфордского университета (1891—1919). В 1870-е годы привлёк внимание учёного мира к существованию в Анатолии бронзового века неизвестного историкам могущественного царства, которое он назвал Хеттским.
Сейс предположил, что хетты использовали слоговое письмо, и положил начало дешифровке лувийских иероглифов (которые он, не зная стоявшего за ними языка, ошибочно назвал хеттскими, причём название по традиции продолжало употребляться и после дешифровки данного письма). Также изучал культуру древних карийцев, лидийцев, ассирийцев и египтян.

## Биография
С детства был болен туберкулёзом. Обучался на дому у частного учителя, уже в возрасте 10 лет читал Гомера в оригинале. Он посещал Квинс-Колледж в Оксфорде и стал его аспирантом в 1869 г.
В 1874 г. опубликовал объёмное исследование «Астрономия и астрология вавилонян» («The Astronomy and Astrology of the Babylonians», в сборнике Transactions of the Society of Biblical Archaeology vol. 3, part 1), включавшее транслитерацию и перевод клинописных текстов.
В 1879 г. Сейс посетил останки древнего города Магнесия-на-Меандре (недалеко от совр. селения Язылыкая, Турция) и опознал в них неизвестную ранее догреческую культуру.
В 1876 г. ему удалось расшифровать одну из хеттских логограмм на камне в г. Хамат, Сирия, опознав в ней местоимение «я». В 1880 г. он расшифровал ещё один иероглиф, который оказался детерминативом божества. По его предположениям, Богазкёй был столицей Хеттского царства, поскольку некоторые иероглифические надписи, обнаруженные в Халебе и Хамате (северная Сирия) совпадали с надписью на монументе в Богазкёе.
В 1882 г. в докладе Обществу библейской археологии Лондона он обосновал, что хетты представляли собой не просто один из многих народов, упоминаемых в Библии, но народом, населявшим огромную Хеттскую империю — государство ht, упоминаемое в древнеегипетских текстах эпохи Нового царства. Он и Уильям Райт отождествили развалины около турецкого селения Богазкёй с Хаттусой, столицей Хеттского царства.
Сейс пришёл к выводу, что «хеттские иероглифы» были слоговым письмом, то есть большинство знаков обозначало слоги: письмо содержало слишком много знаков для алфавита, но слишком мало — для идеографического письма. Знак, обозначавший божество, присутствовал на камнях из Хамата и других мест, во всех случаях в виде префикса перед недешифрованной группой иероглифов, обозначавшей божества. Это заставило Сейса думать, что найдя имя одного из этих божеств при помощи другого языка, если имя божества в том языке произносилось сходным образом, можно будет прочесть данное имя и в записи «хеттскими иероглифами».
Иными словами, Сейс мечтал обнаружить надпись, подобную египетскому двуязычному Розеттскому камню, которая бы помогла получить ключ к хеттским надписям. В 1880 г. он обнаружил подобную надпись — правда, очень краткую — на серебряной печати в Стамбуле. В центре был изображён воин в короткой тунике, накидке, шлеме и в сапогах с загнутыми кверху носами (характерное хеттское одеяние). В окантовке вокруг воина имелась клинописная надпись на хеттском языке. Сейс предположил, что клинописная надпись на печати и иероглифы во внутреннем круге имели одно и то же значение. Таким образом, перед ним был двуязычный текст.
Работая с пластиковым отпечатком, Сейс перевёл клинописный текст печати: «Тарриктимме, царь страны Эрме» (Галерея Уолтерса, Балтимор). Благодаря этому к концу 1886 г. было дешифровано 7 знаков из нескольких сот хеттских иероглифов.
Позднее, после того как Сейс переключил своё внимание на египтологию, был открыт Богазкёйский архив с большим количеством хеттских надписей.
Сейс одним из первых исследовал карийские надписи и предложил их дешифровку, которая оказалась полностью ошибочной: Сейса ввело в заблуждение внешнее сходство карийских букв с греческими.
Очень многие из работ Сейса были ранее изложены в виде лекций. В 1887 опубликовал лекции по Вавилонской религии, в 1902 — лекции по египетской и вавилонской религии, и в 1907 — лекции по Риндскому папирусу. Сейс также написал ряд важных статей для 9-го, 10-го и 11-го изданий Encyclopædia Britannica. 
- Assyrian Grammar for Comparative Purposes (1872)
- Principles of Comparative Philology (1874)
- Babylonian Literature (1877)
- Introduction to the Science of Language (1879)
- Monuments of the Hittites (1881)
- Herodotus i-ui. (1883)
- Ancient Empires of the East (1884)
- Introduction to Ezra, Nehemiah and Esther (1885)
- Assyria (1885)
- Hibbert Lectures on Babylonian Religion (1887)
- The Hittites (1889)
- Races of the Old Testament (1891)
- Higher Criticism and the Verdict of the Monuments (1894)
- Patriarchal Palestine (1895)
- The Egypt of the Hebrews and Herodotus (1895)
- Early History of the Hebrews (1897)
- Israel and the Surrounding Nations (1898)
- Babylonians and Assyrians (1900)
- Egyptian and Babylonian Religion (1903)
- Archaeology of the Cuneiform Inscriptions (1907)

В 1929 году избран почётным членом Британской академии.